# Thecla elana
Thecla elana är en fjärilsart som beskrevs av William Chapman Hewitson 1874. Thecla elana ingår i släktet Thecla och familjen juvelvingar. Inga underarter finns listade i Catalogue of Life.